# ژاک ماریتن
ژاک ماریتن (۱۸ نوامبر ۱۸۸۲–۲۸ آوریل ۱۹۷۳) فیلسوف فرانسوی است. وی یکی از چهره‌های مهم از مکتب تومیسم در قرن بیستم است. او پس از آن که مذهب اش را به کلیسای کاتولیک تغییر داد. پس از یک دوره ضد مدرنیست بودن، جایی که ماریتن نزدیک بود یک کنشگرای فرانسوی شود وی از این مکتب خودش را جدا کرد و دموکراسی لائیسیته را در پایان پذیرفت. او همچنین سفیر فرانسه در واتیکان از سال ۱۹۴۵ تا ۱۹۴۸ است.

## زندگی
وی در پاریس زاده شد، پسر وکیلی بنام پل ماریتن و ژنوییو فاور، دختر ژول فاور بود، او در محیط جمهوری‌خواه و ضد روحانیت رشد بالیدن گرفت. ابتدا در دبیرستان هنری چهارم و سپس در دانشگاه سوربن مطالعه شیمی، زیست‌شناسی و فیزیک را در پیش گرفت. در پی ملاقاتش با رایسا اومانسوف، مهاجر یهودی که اصلیتی روس اوکراینی داشت، در سال ۱۹۰۴ ازدواج کرد.